# Kovilovo (Negotin)
Pour les articles homonymes, voir Kovilovo.
Kovilovo (en serbe cyrillique : Ковилово) est un village de Serbie situé dans la municipalité de Negotin, district de Bor. Au recensement de 2011, il comptait 303 habitants.

## Démographie

### Évolution historique de la population
| 1948 | 1953 | 1961 | 1971 | 1981 | 1991 | 2002 | 2011 |
| ---- | ---- | ---- | ---- | ---- | ---- | ---- | ---- |
| 884  | 899  | 875  | 852  | 760  | 623  | 411  | 303  |

|  |